# Barne- og familiedepartementet
Das Barne- og familiedepartementet (kurz BFD, deutsch Ministerium für Kinder, Jugend und Familie) ist das norwegische Kinder- und Familienministerium. Seit Februar 2025 ist Lene Vågslid von der Arbeiderpartiet die Ministerin für Kinder, Jugend und Familie.

## Geschichte
Nachdem es bereits von Dezember 1956 bis Mai 1972 ein Familien- und Verbraucherministerium (Familie- og forbrukerdepartementet) gab, wurde das Ministerium im Jahr 1991 unter dem Namen Barne- og familiedepartementet neu errichtet. Im Jahr 2006 wurde es in Barne- og likestillingsdepartementet (deutsch: Kinder- und Gleichstellungsministerium) umbenannt. In der Zeit von 2010 bis 2016 hieß es schließlich Barne-, likestillings- og inkluderingsdepartementet (Kinder-, Gleichstellungs- und Inklusionsministerium), bevor der Inklusionsbereich an das Justizministerium übergeben wurde. In der Folge hieß das Ministerium bis Januar 2019 wieder Barne- og likestillingsdepartementet.
Beim Beitritt der christdemokratischen Kristelig Folkeparti (KrF) in die Regierung Solberg erhielt das Ministerium erneut seinen ursprünglichen Namen, der Bereich der Gleichstellungspolitik wurde an das Kulturministerium abgegeben. Dieser Zug wurde von der Opposition kritisiert, da von dieser vermutet wurde, man wolle damit vermeiden, dass der KrF-Minister Kjell Ingolf Ropstad für LGBT-Themen zuständig werde.

## Organisation
Dem Ministerium nachgeordnet sind unter anderem das Barne-, ungdoms- og familiedirektoratet (Bufdir), das Barneombudet, der Verbraucherrat Forbrukerrådet und die Aufsichtsbehörde Forbrukertilsynet.

## Minister
Im Februar 2025 übernahm Lene Vågslid (Ap) das Amt der Ministerin für Kinder, Jugend und Familie von Kjersti Toppe (Sp).